# Robert Fultz
Robert Anthony Fultz (Lisbona, 14 febbraio 1982) è un ex cestista italiano, che ha giocato nel ruolo di playmaker.

## Biografia
Suo padre John Fultz è stato una stella della Virtus Bologna negli anni '70.

## Carriera
Ha iniziato la sua carriera nelle giovanili della Fortitudo Bologna, scalando tutte le nazionali di categoria. Con la maglia azzurra ha ottenuto un 4º posto agli Europei Juniores nel 2000 e un 11º posto agli Europei Under-20 nel 2002. Vanta anche 12 presenze con la Nazionale maggiore, con cui ha esordito il 17 giugno 2004 (Italia - Rep. Ceca 74-69).
Il suo esordio in serie A è invece datato 19 novembre 2000, nella partita Paf Bologna-Lineltex Imola (101-52) in cui realizza 8 punti in 11 minuti di gioco.
Pur rimanendo di proprietà della Fortitudo Bologna, è stato ceduto in prestito nelle stagioni 2001-02 al Bignami Castel Maggiore militante in Legadue, 2003-04 alla Euro Roseto in Serie A, mentre l'anno successivo, durante la stagione 2004-05 alla V.Solidago Livorno sempre in A.
I due anni successivi passa in prestito alla Navigo.it Teramo militante nella massima serie, durante la stagione 2005-06 e a marzo 2007 in Legadue alla Scavolini Pesaro, dove ottiene la promozione in serie A.
Con la Fortitudo ha vinto la SuperCoppa Italiana nel 2005.
Dal 2008 al 2011 gioca nella Pallacanestro Reggiana in Legadue, per poi tornare a Teramo in Serie A e successivamente a Brindisi.
Il 6 agosto 2013 viene ufficializzato il passaggio al Basket Brescia Leonessa.

## Palmarès
- Campionato italiano: 1

Fortitudo Bologna: 1999-2000
- Supercoppa italiana: 1

Fortitudo Bologna: 2005